# アルフレート・ヴェーバー

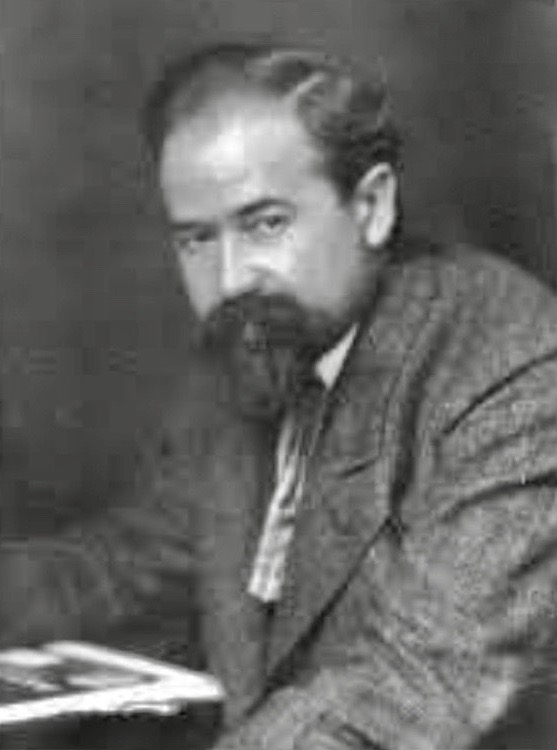
アルフレート・ヴェーバー

アルフレート・ヴェーバー (Alfred Weber、1868年7月30日 - 1958年5月2日)は、ドイツの社会学者、経済学者。日本では慣習的にアルフレッド・ウェーバーのように英語風にも読まれる。マックス・ヴェーバーの弟。

## 経歴
エアフルトに生まれる。兄のマックス・ヴェーバーと同様に、アルフレート・ヴェーバーも経済学を修め、1909年に経済学の位置論への重要な貢献を行った。その後、当時まだ新しい学問だった社会学の研究に邁進、文化社会学を確立した。1904年より1907年にかけてプラハ大学の教授職、後ハイデルベルク大学に就任した。
ナチス期中（1933年 - 1945年）には退職に追い込まれ、戦後に再度ハイデルベルク大学に復帰。1954年のドイツ連邦大統領選挙の際ではドイツ共産党から（本人の同意なしに）候補者に推されている。
1958年、ハイデルベルクにて死去。89歳没。

## 工業立地論

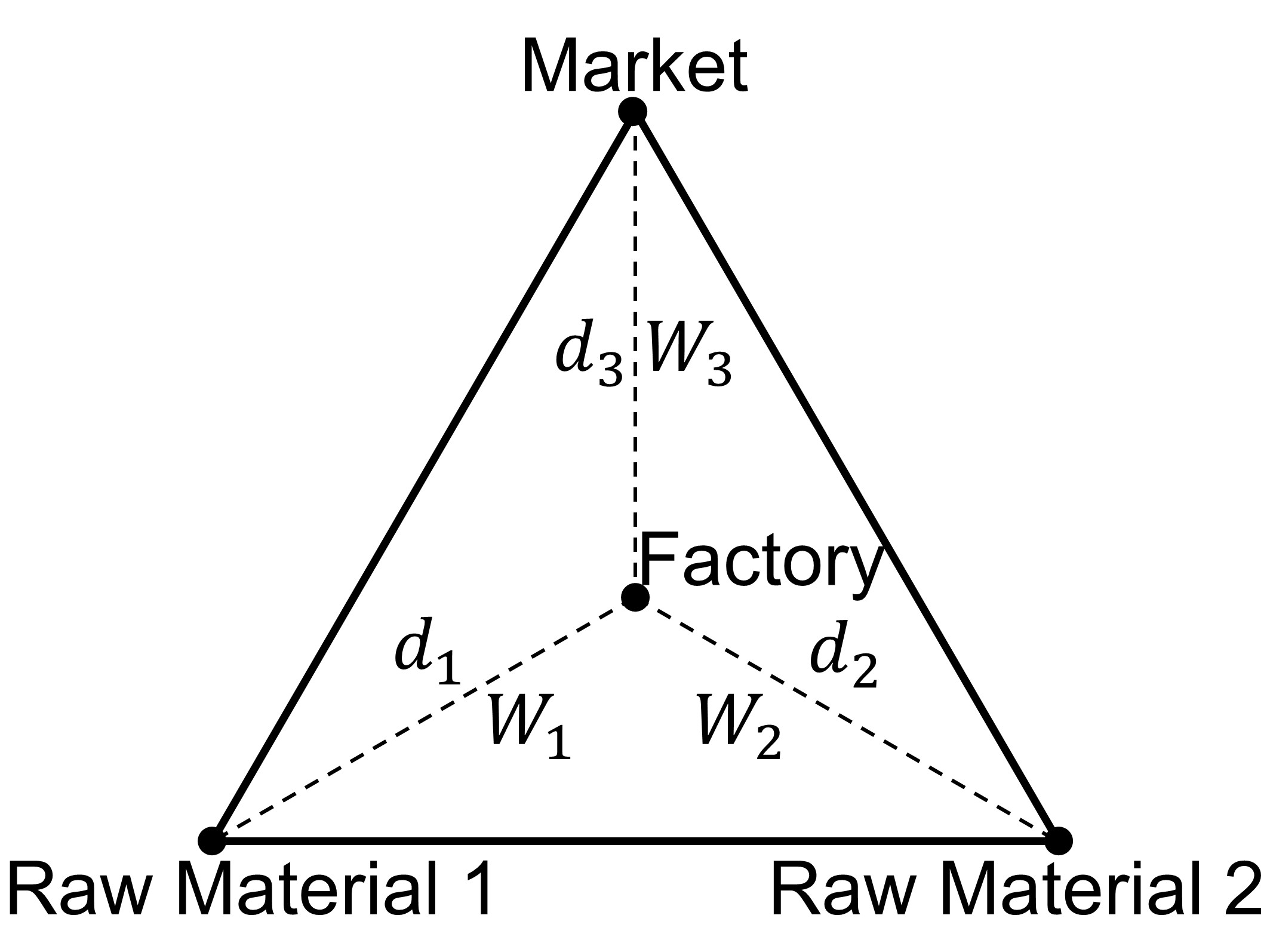
立地三角形の各頂点と工場を結ぶ線分の長さを、、、原料1、原料2、製品の重量を、、とするとき、工場はが最小となる地点に立地する。

ヴェーバーは工業立地論の体系化を行った。このモデルでは、一定の商品価格のもと輸送費や人件費などを最小化できる地点を判定する。ヴェーバーは、輸送費、人件費、集積要因の3因子を用いて工場立地の分析を行った。現代でも著名な立地論の古典的な研究の1つである。

## 著書
- Über den Standort der Industrien: Reine Theorie des Standorts (1909年、日本語訳: 篠原泰三訳 (1986) 『工業立地論』 大明堂)
- Industrielle Standortlehre (1914年)
- Religion und Kultur (1924年)
- Die Krise des modernen Staatsgedankens in Europa (1925年)
- Ideen zur Staats- und Kultursoziologie (1927年)
- Kulturgeschichte als Kultursoziologie (1935年)
- Das Tragische und die Geschichte (1943年)
- Farewell to European history ... (1947年)
- Der dritte oder vierte Mensch. Vom Sinn des geschichtlichen Daseins (1953年)
- Einführung in die Soziologie (1955年)

## 関連文献
- Nicolaus Sombart: Rendevous mit dem Weltgeist. S. Fischer Verlag, Frankfurt am  Main, ISBN 3-10-074422-5, 内　Zweiter Teil, Kapitel "Alfred Weber"